# ChemRxiv
ChemRxiv（chem-archive、ケムアーカイブ）は化学関連分野の未発表プレプリントを無料で投稿、配布、アーカイブするサービスである。米国化学会、中国化学会、日本化学会、 ドイツ化学会、王立化学会、が運営している（アルファベット順）。

## 概要
正式な査読や出版に先立って化学関連の研究結果を共有することで、改善のための推奨事項を受け取る機会を提供する。投稿されたプレプリントは、盗作や不適切な言葉、非科学的かつ不適切なコンテンツ、健康または安全上のリスクを引き起こす可能性のある内容については基本的なスクリーニングが行われているが、スクリーニング後は編集や査読などはされていない。
当初、創設団体の複数の主要雑誌はChemRxivを支援していなかったが、アンゲヴァンテ・ケミーは2018年3月に支援を行い、米国化学会誌は同年8月に支援を行った。ChemRxivでは公開開始から18ヶ月間で1,000件以上の投稿があり、さらに2019年には2,314件までに増加した。また、2020年には他のプレプリントサーバ同様にCOVID-19に関するプレプリントが増加した。
ChemRxivは、ケンブリッジ大学のCambridge Open Engageによってホストされている。

## 背景
米国化学会によって2016年に計画が発表された。当初、このプラットフォームによって化学文献全体の質が低下する可能性や、事前公開された論文はもはや公式に発表する際にはオリジナルではなくなるといった議論があったが、1年間の議論を経て2017年には米国化学会誌編集長の80％が事前公開された論文の出版を許可するようになったため、2017年にベータ版として公開された。その後、2018年にドイツ化学会と王国化学会が共同所有者となり、2019年には中国化学会、日本化学会も共同所有者として加わった。